# Kampecaris
Kampecaris é um gênero pré-histórico de diplópode, intimamente relacionado as milípedes vivas. Seus fósseis foram encontrados no Ilha escocesa de Kerrera, em rochas de 425 milhões de anos  da era Paleozoica do éon Fanerozoico . Kampecaris está entre os mais antigos animais terrestres conhecidos. Kampecaris obanensis e pode ser 75 milhões de anos mais jovem do que a idade estimada do milípede mais antigo.

## História
O gênero foi nomeado por David Page em 1856 por um "pequeno filópode, ou estágio larval de algum crustáceo maior" dos depósitos silurianos de Angus, na Escócia (anteriormente Forfarshire),  mas não foi até 1882 que Ben Peach reconheceu as afinidades desse animal com as centopéias e nomeou a espécie K. forfarensis. Peach nomeou outra espécie siluriana, K. obanensis, de depósitos de Old Red Sandstone da ilha escocesa de Kerrera em 1899; John Almond questionou a afinidade dessa espécie com Kampecaris em 1985, por várias razões, incluindo a presença de 14 segmentos atrás da cabeça. Em 1951, B.B. Clarke descreveu uma espécie devoniana, K. dinmorensis, de Dinmore Hill, Herefordshire, Inglaterra. Outra espécie devoniana, K. tuberculata, foi posteriormente reconhecida como sendo mais próxima de milípedes de dorso plano no grupo Archipolypoda e renomeada para Palaeodesmus.

## Descrição
Os Kampecaris eram animais pequenos (20 a 30 milímetros de comprimento), de corpo curto, com três seções reconhecíveis: uma cabeça oval dividida ao longo da linha média, dez segmentos com membros formando um tronco cilíndrico que afunilava levemente em direção à frente e uma cauda característica e inchada por um segmento modificado que afunila na parte traseira em um "segmento anal". A cutícula que formava seu exoesqueleto era espessa, fortemente calcificada e composta de duas camadas.